# Hamilton River (Georgina River)
Der Hamilton River ist ein Fluss im Westen des australischen Bundesstaates Queensland. Er führt nicht ganzjährig Wasser.

## Geografie

### Flusslauf
Der Fluss entspringt im Ostteil der Selwyn Range und fließt nach Süden. Bei der Geisterstadt Hamilton unterquert er den Min Min Way und mündet rund 25 Kilometer nordöstlich von Breadalbane in den Georgina River.

### Nebenflüsse mit Mündungshöhen
- Downs Creek – 247 m
- Bustard Creek – 230 m
- Warburton Creek – 222 m
- Pollygammon Creek – 162 m
- Wilgunya Creek – 161 m
- Red Head Creek – 153 m
- Nine Mile Creek – 123 m

(Quellen:)

### Durchflossene Seen
Der Hamilton River durchfließt mehrere Wasserlöcher, die den größten Teil des Jahres mit Wasser gefüllt sind, auch wenn der Fluss selbst trocken liegt:
- Bulla Bulla Waterhole – 151 m
- Fish Waterhole – 143 m
- Milkamungra Waterhole – 121 m
- Hamilton Waterhole – 107 m

(Quellen:)